# 사빈스카 통계 지방

사빈스카 통계 지방의 위치

사빈스카 통계 지방(슬로베니아어: Savinjska statistična regija)은 슬로베니아 중북부에 위치한 통계 지방으로 최대 도시는 첼레이며 면적은 2,301km2, 인구는 254,237명(2015년 기준), 인구 밀도는 110명/km2이다.
오스트리아, 크로아티아와 국경을 접하며 31개 지방 자치체가 이 지방에 속한다. 지방의 경제는 서비스업이 51.8%, 공업이 45.6%, 농업이 2.6%를 차지한다.

## 지방 자치체
- 브라슬로브체
- 첼레
- 도베
- 도브르나
- 고르니그라드
- 코제
- 라슈코
- 류브노
- 루체
- 모지레
- 나자레
- 포드체트르테크
- 폴젤라
- 프레볼드
- 레치차오브사비니
- 로가슈카슬라티나
- 로가테츠
- 셴추르
- 슬로벤스케코니체
- 슈마레프리옐샤흐
- 슈마르트노오브파키
- 솔차바
- 쇼슈탄
- 슈토레
- 타보르
- 벨레네
- 비타네
- 보이니크
- 브란스코
- 잘레츠
- 즈레체